# Lasiochalcidia sparsibarbis
Lasiochalcidia sparsibarbis är en stekelart som beskrevs av Boucek 1956. Lasiochalcidia sparsibarbis ingår i släktet Lasiochalcidia och familjen bredlårsteklar.
Artens utbredningsområde är Iran. Inga underarter finns listade i Catalogue of Life.